# Идрисов, Нияз Омырбекович
Нияз Омырбекович Идрисов (каз. Нияз Өмірбекұлы Ыдырысов; род. 21 июля 1999, Кокшетау) — казахстанский футболист, защитник клуба «Окжетпес».

## Клубная карьера
Футбольную карьеру начинал в 2016 году. 30 ноября 2020 года в матче против клуба «Ордабасы» дебютировал в казахстанской Премьер-лиге (1:3).

## Достижения
«Окжетпес»
- Победитель первой лиги (3): 2018, 2022, 2024

## Клубная статистика
| Клуб             | Сезон            | Лига | Лига | Кубки | Кубки | Еврокубки | Еврокубки | Итого | Итого |
| Клуб             | Сезон            | Игры | Голы | Игры  | Голы  | Игры      | Голы      | Игры  | Голы  |
| ---------------- | ---------------- | ---- | ---- | ----- | ----- | --------- | --------- | ----- | ----- |
| Окжетпес         | 2018             | 20   | 0    | 1     | 0     | —         | —         | 21    | 0     |
| Окжетпес         | 2019             | 0    | 0    | —     | —     | —         | —         | 0     | 0     |
| Окжетпес         | 2020             | 1    | 0    | —     | —     | —         | —         | 1     | 0     |
| Окжетпес         | 2021             | 6    | 1    | 2     | 0     | —         | —         | 8     | 1     |
| Окжетпес         | 2022             | 21   | 1    | 1     | 0     | —         | —         | 22    | 1     |
| Окжетпес         | 2023             | 13   | 0    | 2     | 0     | —         | —         | 15    | 0     |
| Окжетпес         | 2024             | 24   | 3    | 1     | 1     | —         | —         | 25    | 4     |
| Окжетпес         | Итого            | 85   | 5    | 7     | 1     | —         | —         | 92    | 6     |
| → Окжетпес М     | 2016             | 18   | 0    | —     | —     | —         | —         | 18    | 0     |
| → Окжетпес М     | 2017             | 22   | 0    | —     | —     | —         | —         | 22    | 0     |
| → Окжетпес М     | 2018             | 4    | 1    | —     | —     | —         | —         | 4     | 1     |
| → Окжетпес М     | 2019             | 6    | 0    | —     | —     | —         | —         | 6     | 0     |
| → Окжетпес М     | 2020             | 4    | 1    | —     | —     | —         | —         | 4     | 1     |
| → Окжетпес М     | 2021             | 4    | 1    | —     | —     | —         | —         | 4     | 1     |
| → Окжетпес М     | Итого            | 58   | 3    | —     | —     | —         | —         | 58    | 3     |
| Всего за карьеру | Всего за карьеру | 143  | 8    | 7     | 1     | —         | —         | 150   | 9     |